# جياني بيتروتشي
جياني بيتروتشي (بالإيطالية: Giovanni Petrucci)‏‏ (19 يوليو 1945 في روما - ) إداري، وسياسي من إيطاليا.

## الجوائز
- وسام استحقاق الجمهورية الإيطالية

## روابط خارجية
- جياني بيتروتشي على موقع أوليمبيديا (الإنجليزية)